# ULTRA PHONE
ULTRA PHONE（ウルトラ・フォン）は、ソフトバンクモバイル（現・ソフトバンク）が提供していたULTRA SPEEDに対応するスマートフォンの呼称である。

## サービス概要
ULTRA SPEEDは当初、モバイルデータ端末のみであったが、2011年冬より対応端末販売と同時にサービス開始。2018年1月31日を以ってULTRA SPEEDの全サービスを終了した。

## サービスエリア
詳細はULTRA SPEED、3G ハイスピード、SoftBank 3Gを参照。
- サービスエリアについてはSoftBank 3G、3G ハイスピードと互換性があるため、当初より人口カバー率は高かった。
- しかし、SoftBank 3G(W-CDMA)とは音声通話のみで、データ通信方式はHSDPA、HSPA+、DC-HSDPA方式を利用している。なお、一部の端末を除き、DC-HSDPAには非対応。

## 対応機種
なお、SoftBank 4GおよびHybrid 4G LTE対応端末はここに含めない。
- HSPA+対応端末(下り最大21Mbps)
  - LUMIX Phone 101P
  - HONEY BEE 101K
  - AQUOS PHONE 102SH/102SHII
  - AQUOS PHONE 104SH
  - SoftBank 102P
- DC-HSDPA対応端末(下り最大42Mbps)
  - AQUOS PHONE Xx 106SH
  - ARROWS A 101F
  - RAZR M 201M
  - HONEY BEE 201K
  - PANTONE 6 200SH
  - ARROWS A 201F
  - AQUOS PHONE Xx 203SH
  - AQUOS PHONE ss 205SH
  - AQUOS PHONE Xx 206SH
  - ARROWS A 202F
  - DIGNO R 202K
  - STREAM SoftBank 201HW 3G - プリスマ専用モデル